# Axos
Axos (em grego: Αξού; romaniz.: Axoú) é uma vila do sopé norte do Monte Ida localizada na unidade regional de Retimno a 44 km a sudeste da cidade de  Retimno. A região circundante é rica em fauna e flora, formações geológicas únicas, cavernas, desfiladeiros e planaltos, assim como os mitata, edificações em pedra utilizadas como habitações sazonais de pastores e como armazéns de queijos. A vila tornou-se popular graças a produção de azeite, vinho e vinagre que a família Patelaros realiza na região.
A vila localiza-se no sítio minoico de Oaxo, um refúgio minoico no contexto da invasão dórica. Na colina acima da vila de Axos está localizada a acrópole de Oaxo, assim como o Ândrio, templo grego dedicado a deusa Afrodite Astarte; escritos antigos identificados em enormes pedras incisas são possivelmente leis. Possui algumas igrejas dos períodos bizantino e veneziano (Santa Irene (Agia Irini), São João (Agios Ioannis), São Jorge (Agios Georgios), Arcanjo Miguel (Archangelos Miguel), Agia Parascevi, Afentis Christos) e em suas proximidades estão localizados os mosteiros de Panagia Cavusani, Dióscori, Chalépa e Vosáco e a igreja de Timios Stavros. Embora tenha passado por um período de estagnação sob a ocupação veneziana quando sua população foi transferida para Anogeia, durante os períodos bizantino e turco a vila passou por um rápido florescimento.

## Igrejas
Agia Paraskevi (em grego: Αγία Παρασκευή), uma basílica do século XII, está situada na estrada principal da vila e é constituída por três nave; atualmente está semi-destruída. Agios Ioannis (em grego: Άγιος Ιωάννης), localizada nas proximidades do cemitério local, foi construída sob as ruínas de uma basílica e  é adornada com afrescos nas paredes e mosaicos no chão. Agia Irini (em grego: Αγία Ειρήνη), erigida entre os século XIV e XV e também situada nas proximidades do cemitério local, possui uma arquitetura cruciforme com uma cúpula de arcos cegos e janelas e portas com decorações esculpidas. Archangelos Miguel (em grego: Αρχάγγελος Μιχαήλ), uma igreja veneziana do século XV, é composta por naves duplas e um longo corredor; próximo a ela está uma fonte de trato medieval.